# سوبك حتب الثاني
سوبك حتب الثاني، (بالإنجليزية: Khaankhre Sobekhotep)‏، أو (بالإنجليزية: Sobekhotep II)‏، هو الفرعون الرابع في الأسرة المصرية الثالثة عشر في عهد الدولة الفرعونية الوسطى. الفترة الانتقالية الثانية (1782–1550 ق.م).
وقد عرف الملك سوبك حتب الثاني من خلال آثار عديدة من ضمنها تمثال وسجلات النيل في النوبة وأعمال بناء في مدامد والأقصر. وقد أرخت له سجلات النيل أنه حكم على الأقل ثلاث سنوات. وخلال فترة حكمه ظهر علم المحاسبة وإمساك الدفاتر في قصر طيبة (حسب ما جاء في بردية بولاق رقم 18).

## المومياء
في 2013، عُثر على تابوت ضخم من الكوارتزيت يزن 60 طن، وفي أوائل يناير 2014 عثر على شقف من لوحة منقوشة تحمل اسم الملك وتصوره جالساً على العرش.
في 6 يناير 2014، أعلن وزير الآثار المصري الكشف عن مقبرة سوبك حتب الثاني أثناء عمل بعثة جامعة پنسلڤانيا الأمريكية بالتعاون مع وزارة الآثار المصرية في جنوبد مدينة أبيدوس، محافظة سوهاج. المقبرة المكتشفة مصممة على شكل هرمي، وتتشابه مع هرم أمني كماو، أحمد فراعنة مصر في أوائل عهد الأسرة الثالثة عشر، والموجود في دهشور بالقرب من منف.